# Pachythone gigas
Pachythone gigas är en fjärilsart som beskrevs av Frederick DuCane Godman och Osbert Salvin 1878. Pachythone gigas ingår i släktet Pachythone och familjen Riodinidae. Inga underarter finns listade i Catalogue of Life.